# The Big Brawl
The Big Brawl (en español: La gran pelea) es una película de artes marciales de 1980 producida en Hong Kong y Estados Unidos, dirigida por Robert Clouse y protagonizada por Jackie Chan. Se trata del primer intento de Chan en ingresar al mercado cinematográfico de los Estados Unidos.
The Big Brawl fue un fracaso de taquilla y llevó a que se le aconsejara a Chan que probara papeles secundarios como el de un piloto de carreras japonés en The Cannonball Run. Chan más tarde hizo otro intento de entrar en el mercado estadounidense con El protector de 1985, que sufrió la misma suerte que esta película. Fue hasta 1995 con Rumble in the Bronx que una película de Chan que mostraba su mezcla humorística característica y el trabajo de acrobacias se convirtió en un éxito en los cines estadounidenses.

## Sinopsis
Ambientada en Chicago en la década de 1930, Jerry Kwan (Jackie Chan) lleva una vida muy tranquila con su novia, Nancy (Kristine DeBell) y su familia. Su padre es dueño de un restaurante y, un día, la mafia lo amenaza con pagar una parte de sus ganancias. Cuando los bandidos salen del restaurante, Jerry entra en escena y sale corriendo por la puerta para alcanzarlos. Finalmente llama la atención de la mafia por sus habilidades únicas y talentosas de combate. En efecto, se ve obligado a unirse a la pelea Battle Creek en Texas. La mafia promete devolver a la prometida de su hermano y darle el dinero del premio mientras Jerry gane el torneo. Él recibe ayuda de su tío, un maestro de kung-fu, para entrenarlo para el Battle Creek. Se centran en la velocidad y agilidad de Jerry, ya que debe luchar contra oponentes muy duros, uno de ellos como Billy Kiss (H.B. Haggerty), el voluminoso e imbatible ganador de batallas anteriores que besa a sus oponentes después de que son derrotados.

## Reparto
- Jackie Chan como Jerry Kwan.
- José Ferrer como Dominici.
- Kristine DeBell como Nancy.
- Mako como Herbert.
- Ron Max como Leggetti
- David Sheiner como Morgan.
- Rosalind Chao como Mae.
- Lenny Montana como John.
- Peter Marc como Jug.